# Bravo ragazzo (serie televisiva)
Bravo ragazzo (굿보이?, Gutbo-iLR; lett. "Good Boy") è una serie televisiva sudcoreana trasmessa su JTBC dal 31 maggio al 20 giugno 2025. In lingua italiana è stata distribuita da Prime Video.

## Trama
Trovandosi ad affrontare difficoltà economiche, infortuni e carriere corte, gli ex-atleti Yoon Dong-ju, Ji Han-na, Kim Jong-hyeon, Ko Man-sik e Shin Jae-hong si arruolano nei corpi di polizia, mettendo le capacità acquisite grazie allo sport al servizio della giustizia.

## Personaggi e interpreti
- Yoon Dong-ju, interpretato da Park Bo-gum
- Ji Han-na, interpretata da Kim So-hyun
- Min Ju-yeong, interpretato da Oh Jung-se
- Kim Jong-hyeon, interpretato da Lee Sang-yi
- Ko Man-sik, interpretato da Heo Sung-tae
- Shin Jae-hong, interpretato da Tae Won-seok

## Accoglienza
Il Korea Times ha elogiato la serie per la sua "audace interpretazione della giustizia in stile fumetto" attraverso una "narrativa incisiva e soddisfacente", elogiando Park Bo-gum per aver portato un "chiaro cambiamento" rispetto ai suoi ruoli precedenti. Il Chosun Ilbo ha lodato la versatilità di Park nel ritrarre azione, commedia e romanticismo. Gulf News ha aggiunto che la serie è un "dramma avvincente" che "alza la posta in gioco con un ritmo da blockbuster, un montaggio incisivo e una colonna sonora che pulsa di intensità", sembrando più un film.

## Riconoscimenti
- Asia Contents Award & Global OTT Award[6]
  - 2025 – Candidatura Miglior attore a Park Bo-gum
  - 2025 – Candidatura Miglior regista a Shim Na-yeon
  - 2025 – Candidatura Miglior attore secondario a Oh Jung-se